# 살아있는 갈대
《살아있는 갈대》(영어: The Living Reed)는 펄 S. 벅이 1963년도에 출판한 역사 소설로 한국을 배경으로 19세기 말부터 해방 때까지 한국 근대사 격동기에 살아간 한 양반 가족 4대(주인공인 김일한을 중심으로 그의 부친, 두 아들 연환과 연춘, 손자 사샤와 양)의 이야기를 쓴 소설이다. 
주인공인 김일한은 유한양행의 설립자인 유일한과의 인연으로 지은 이름이라고 한다.